# 默尔斯费尔德
默尔斯费尔德是德国莱茵兰-普法尔茨州的一个市镇。总面积5.25平方公里，总人口500人，其中男性251人，女性249人（2011年12月31日），人口密度95人/平方公里。